# Florin Lazăr
Florin Lazăr (n. 15 ianuarie 1980, Craiova, Dolj) este un fotbalist român care evoluează la clubul FC Brașov pe postul de fundaș.
A jucat pentru echipele:
- CSȘ Craiova (1995-1996)
- Dinamo București (1995-1997)
- Rocar București (1998-1999)
- ARO Câmpulung (1999-2000)
- Bihor Oradea (2000-2002)
- FC Oradea (2002-2005)
- Bihor Oradea (2005-2006)
- Oțelul Galați (2006-2007)
- Gaz Metan Mediaș (2008-2012)